# Guadalajara Challenger 1979
Il Guadalajara Challenger 1979 è stato un torneo di tennis facente parte della categoria ATP Challenger Series nell'ambito dell'ATP Challenger Series 1979. Il torneo si è giocato a Guadalajara in Messico dal 22 al 28 ottobre 1979 su campi in terra rossa.

## Vincitori

### Singolare
Paul McNamee ha battuto in finale  Rick Fagel con il punteggio di 6–4, 6–4

### Doppio
Paul McNamee /  Fred McNair hanno battuto in finale  Tony Giammalva /  Andy Kohlberg con il punteggio di 6–2, 3–6, 6–3